# Gałaszki
Gałaszki (ros. Галашки) – wieś w Rosji, w Inguszetii, w rejonie sunżeńskim. W 2010 liczyła 6662 mieszkańców.

## Urodzeni
- Szyrwani Kostojew – radziecki wojskowy.